# Indonesische parlementsverkiezingen 1992
De parlementsverkiezingen in Indonesië in 1992 waren verkiezingen in Indonesië voor de Volksvertegenwoordigingsraad. Zij vonden plaats op 9 juni 1992. Naast de Golkar-beweging van president Soeharto werden door het regime alleen de oppositiepartijen Verenigde Ontwikkelingspartij (PPP) en Indonesische Democratische Partij (PDI) toegelaten. Zoals alle verkiezingen in de periode van Soeharto's Nieuwe Orde tussen 1966 en 1998 won Golkar de verkiezingen met een ruime meerderheid, al boekten beide oppositiepartijen een winst ten opzichte van de vorige verkiezingen in 1987.

## Uitslagen
| Partij | Partij                                  | Stemmen    | Percentage | Zetels | +/- |
| ------ | --------------------------------------- | ---------- | ---------- | ------ | --- |
|        | Golkar                                  | 66.599.331 | 68,10      | 282    | 17  |
|        | Verenigde Ontwikkelingspartij (PPP)     | 16.624.647 | 17,00      | 62     | 1   |
|        | Indonesische Democratische Partij (PDI) | 14.565.556 | 14,89      | 56     | 16  |